# 데일리페이
데일리페이는 2023년 10월에 설립한 핀테크 스타트업으로, 온라인몰의 긴 정산 주기로 인해 현금이 묶이는 소상공인에게 특화된 선정산 서비스를 제공한다.

## 개요
보통 이커머스몰은 판매자가 제품을 판매하더라도 그 판매대금을 최장 70일 뒤에 지급하는 정산 시스템을 적용하고 있다. 이 때문에 소상공인은 현금흐름이 경색돼 제품 사입이나 급여 지급, 월세 납부, 각종 판관비 지불 등에 어려움을 겪는다. 대부분의 소상공인은 매출 변동성으로 인해 은행에서 낮은 신용점수를 부여받으므로, 현금이 급하게 필요해도 은행 대출이 불가하다.
데일리페이는 매출채권 양수도를 통해 소상공인이 온라인몰로부터 지급받을 판매대금을 정산일보다 먼저 정산함으로써 이들의 현금 유동성을 강화하고 있다.

## 기술력
데일리페이는 약 5천만 건 이상의 유관 Data를 보유하고 있다고 알려져 있다.
자동 DB 적재 시스템을 통해 적재한 데이터를 기반으로 온라인 소상공인의 매출을 다각도로 평가해 선정산 가능 한도를 자동으로 산출한다.
소상공인의 위험 거래 데이터를 자동으로 스크래핑 및 모니터링하는 위험기반 거래 모니터링 시스템을 구축했다.
95% 이상 심사 오퍼레이션 자동화를 완료했다.

## 특징 및 강점
대출이 아닌 핀테크 금융 서비스이기 때문에 신용점수 하락 걱정 없이 이용할 수 있다.
모바일에 특화된 서비스로, 가입부터 신청까지 매우 간편하다.
서비스 신청 당일에 선정산대금이 지급된다.
서비스 수수료는 일 0.03%로, 업계 최저 수준이다.
선정산 한도는 배송완료금액의 최대 80%다. 이는 온라인몰로 약간의 차이는 있다.
매일 서비스를 신청하지 않아도 되는 Daily 자동지급서비스를 운영한다.

온라인 소상공인은 물론, 오프라인 소상공인을 대상으로도 서비스를 제공하고 있다. 오프라인 선정산 서비스 중 편의점 선정산은 동종 업계 최초로 운영하는 것이다.

## 연혁
| 날짜     | 내용                                                   |
| -------- | ------------------------------------------------------ |
| 2023. 10 | 주식회사 데일리페이 설립                               |
| 2023. 10 | 에이블리 등 7개 선정산 서비스 제공                     |
| 2023. 12 | K뱅크 가상계좌 관련 업무협약 체결                      |
| 2024. 04 | 한국핀테크지원센터 핀테크 큐브 7기 입주기업 선정       |
| 2024. 04 | 기업부설연구소 설립                                    |
| 2024. 06 | 벤처기업인증(혁신성장유형)                             |
| 2024. 07 | 카페24 PG선정산 관련 업무협약 체결                     |
| 2024. 07 | 신용보증기금 'Start-up NEST' 16기 선정                 |
| 2024. 07 | 시드 투자 완료(투자사 : 프라이머)                      |
| 2024. 08 | 소셜벤처기업인증                                       |
| 2024. 08 | 중소벤처기업부 기술창업지원 프로그램 '팁스(TIPS)' 선정 |
| 2025. 03 | BNK 경남은행 CHAIN-G 선정                              |
| 2025. 04 | Fin:nect 인베이션스쿨 선정                             |
| 2025. 05 | KB유니콘클럽 선정                                      |
| 2025. 05 | 삼성 C-Lab Outsider 선정                               |

1. ↑  정, 인지 (2023.10.19). “"너무 길다" e커머스 대금정산 또 도마에”. 《머니투데이》. 2024.05.17에 확인함.
2. ↑  강, 진규 (2024.04.24). “데일리페이, 핀테크 큐브 7기 입주기업 선정돼 마포 프론트원에서 새 출발”. 《디지털투데이》. 2024.05.17에 확인함.
3. ↑  홍, 하나 (2024.04.24). “데일리페이, 핀테크 큐브 7기 특화육성프로그램 참여”. 《바이라인네트워크》. 2024.05.17에 확인함.
4. ↑  신, 한나 (2024.01.25). “데일리페이 '선정산 서비스' 재이용률 92.78% 달해”. 《서울경제》. 2024.05.17에 확인함.
5. ↑  윤, 형준 (2024.04.09). “데일리페이, ‘컬리 파트너’ 대상 선정산 개시”. 《이코노미스트》. 2024.05.17에 확인함.
6. ↑  정, 다은 (2023.08.17). “데일리펀딩, 에이블리에 선정산 서비스 공식 오픈”. 《전자신문》. 2024.05.17에 확인함.
7. ↑  송, 주오 (2025.07.01). “데일리페이, 업계 최초 편의점 선정산 서비스 출시”. 《이데일리》. 2025.08.13에 확인함.